# 김민규 (1979년 9월)
김민규(한국 한자: 金閔規, 1979년 9월 29일 ~ )는 대한민국의 전 축구 선수이며, 포지션은 미드필더였다.